# Marty Marsala

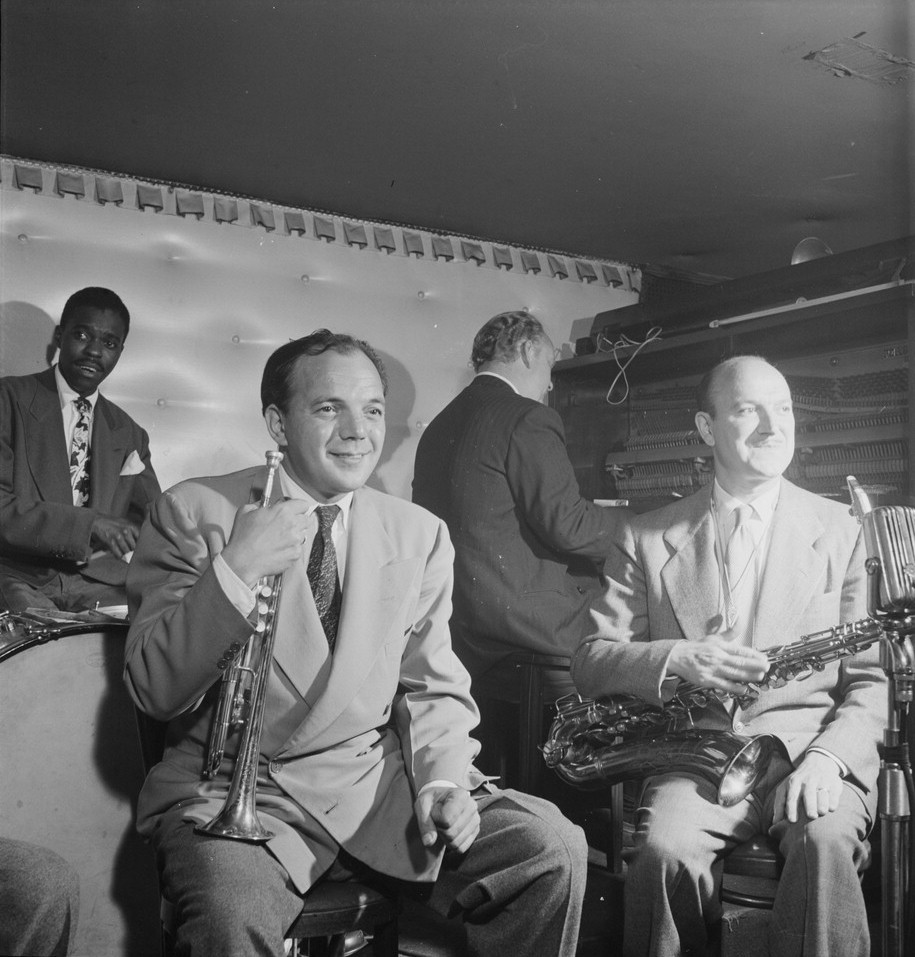
Marty Marsala mit Bud Freeman (rechts), 1940er Jahre. Foto William P. Gottlieb.

Mario Salvatore „Marty“ Marsala (* 2. April 1909 in Chicago, Illinois; † 27. April 1975 ebenda) war ein amerikanischer Musiker des traditionellen Jazz (Trompete, Schlagzeug).

## Leben und Wirken
Der Bruder des Bandleaders Joe Marsala spielte zunächst (beeinflusst von den New Orleans Rhythm Kings) als Schlagzeuger bei Red Feilen und bei Joe Bananas in seiner Heimatstadt. Ende der 1920er Jahre wechselte er zur Trompete, bevor er 1936 nach New York City zog, um bei Will Hudson und bei Miff Mole zu spielen und sich der Band seines Bruders anzuschließen. Bis 1946 Jahre leitete er gelegentlich auch eigene Gruppen und gehörte 1942 bis 1943 dem Chico Marx Orchestra an, bevor er seinen Wehrdienst ableistete. Ab Mitte der 1940er Jahre spielte er mit seiner eigenen Dixieland-Band, aber auch mit den Gruppen anderer Musiker, etwa mit Earl Hines, an der Westküste, 1954 und 1955 wieder in Chicago auf. 1956 ließ er sich in San Francisco nieder und trat nur noch gelegentlich in Chicago auf und nahm auch ein Album unter eigenem Namen auf, bevor er sich in den 1960er Jahren krankheitsbedingt von der Musik zurückzog.
Er nahm auch mit Eddie Condon, mit Tempo King (1936–37), Bob Howard (1937) und mit Kid Ory auf.

## Diskographische Hinweise
- Marty Marsala: Jazz from the San Francisco Waterfront (1957)
- Earl Hines At Club Hangover (1955, Storyville Records)
- Joe Marsala Joe Marsala Classics (1936–1942)

## Lexigraphische Einträge
- Carlo Bohländer, Karl Heinz Holler: Reclams Jazzführer (= Reclams Universalbibliothek. Nr. 10185/10196). Reclam, Stuttgart 1970, ISBN 3-15-010185-9.
- Ian Carr, Digby Fairweather, Brian Priestley: Rough Guide Jazz. Der ultimative Führer zur Jazzmusik. 1700 Künstler und Bands von den Anfängen bis heute. Metzler, Stuttgart/Weimar 1999, ISBN 3-476-01584-X.
- Leonard Feather, Ira Gitler: The Biographical Encyclopedia of Jazz. Oxford University Press, New York 1999, ISBN 0-19-532000-X.
- John Jörgensen, Erik Wiedemann: Jazzlexikon, München, Mosaik, 1967